# ド級編隊エグゼロス
『ド級編隊エグゼロス』（ドきゅうへんたいエグゼロス）は、きただりょうまによる日本の漫画。『ジャンプスクエア』（集英社）にて2017年6月号から2021年3月号まで連載された。
謎のエイリアン「キセイ蟲」から地球を救うために戦う戦士集団「エグゼロス」の活躍をコメディタッチで描いたアクション作品。単行本の累計発行部数は2020年6月の時点で135万部以上。

## ストーリー
誰かが言った。HERO（ヒーロー）は「H（エッチ）」と「ERO（エロ）」でできていると。
人々のエロスの源“ H(エ)ネルギー”を吸い取り人間の生きる活力を奪おうとしている侵略者・キセイ蟲。そんなキセイ蟲から地球を救うべく、高校生・炎城 烈人は地球を守るヒーロー集団「エグゼロス」の一員として人知れず活躍していた。かつて幼馴染の星乃 雲母と子どものころにキセイ蟲に遭遇し、それが原因で彼女の性格が変わってしまい現在は疎遠になっていることも理由のひとつであった。
ある日下校途中の雲母が、偶然キセイ蟲と遭遇してしまい……。 

## 用語解説
Hネルギー（えネルギー）
後述のキセイ蟲、H×EROSにも関連する人のエロスの源。多感な時期の少年少女に多いらしく、吸われた人間は生きる活力を失う。
エグゼロスは、このHネルギーをH×EROSによって増幅させ肉体を強化、キセイ蟲と戦闘をおこなうが、一度放出すると再度蓄積させる必要があるなど欠点もある。
キセイ蟲（キセイちゅう）
本作の敵。エロスを感じるものを排除したり、Hネルギーを吸収したりして地球を侵略しようとしてるといわれている。
名前のとおり虫のような外見をしており、女王と呼ばれる上位個体が存在する。貯蔵可能なHネルギーの量は個体差があるらしく、貯蔵量が多い個体ほど戦闘能力が大きく強化されるが、逆に吸収対象から許容量以上のHネルギーを吸収した場合は自壊することもある。
H×EROS（エグゼロス）
本作のキーアイテム。人間のエロスの源であるHネルギーを増幅させ、使用者の肉体を強化する装置。これによって、普通の人間ではかなわないキセイ蟲とも同等以上の戦闘能力を発揮することができる。ただし、強化できるのは使用者の肉体のみであり、着衣は増幅されたHネルギーに耐えられず破けるという欠点がある。後述のXEROスーツの登場後は緩和されるが完全ではない。基本形状はSW（スマート・ウォッチ）型であるが、使用者の戦闘形態や好みに合わせて装着方法を変更できるようになっている。H×EROS本体のデザインは同一。トーキョー支部結成以前に1個が紛失している。
テレビアニメ版においては、XEROギア（ゼロギア）と呼称変更されている。
XEROスーツ（ゼロスーツ）
チャチャ（後述）の体毛をもとに開発された、H×EROS使用時の衝撃にも耐えうる「下着」。ただし、強度には限界があり、肉食状態（ビーストモード）（後述）や烈人＆雲母の合体攻撃の際には、衝撃に耐えられず霧散する。また、ある一定のダメージを受けることによっても消滅する。材料が希少なためか、単行本10巻現在サイタマ支部のみに支給されている模様。
プロトタイプ
男女各一組が製作されるが、チャチャの能力がそのまま受け継がれた結果、常時Hネルギーが供給され続ける状態になっていることが判明し、お蔵入りとなる。
XEROスーツ・改
プロトタイプに対Hネ素材を混ぜることにより、Hネルギーの過剰供給を抑えた改良型。宙によって、各エグゼロスメンバーに合わせたデザインが施される。なお、XEROスーツの色と各隊員のイメージカラーは必ずしも一致していない。

肉食状態（ビーストモード）
チャチャに噛まれることによって過剰にフェロモンが放出され、体内のHネルギー値が異常に高まった状態。この状態になった人間は理性を失い、手近な異性を襲おうとする。また、体内のHネルギーが高まることにより、許容量を上回るHネルギーをキセイ蟲に摂取させることによって自壊させることも可能。ただし、普段は雲母により使用を禁止されている。
H値（えいち）
人間の体内にあるHネルギーを数値化したもの。表示単位はJ（ジュール）。
天地無装の法（てんちむそうのほう）
オキナワ支部「無装塾」に伝わる、Hネルギーを自在に操る方法。汗腺付近にある「感腺」から放出されるHネルギーを全身にまとうことで、Hネルギー使用時の負担軽減や、パワーの増大が望める。ただし、一歩間違えるとHネルギーを垂れ流すだけとなり、生命の危険に陥る可能性がある。
比嘉浜ミヤコ（後述）のように強力な力を使うにはそれ相応の鍛錬が必要であり、ミヤコの一番弟子であるアンナ・マジェッロ（後述）もまだ修行中の身であるため、キセイ蟲を倒したことがない。
烈人と雲母は、通常長い年月をかけて習得するこの方法をわずか数日のうちに会得し、ミヤコたちを驚愕させる。

## 登場キャラクター
声の項はテレビアニメ版の声優、演の項は連動グラビア企画のコスプレイヤーである。

### 地球防衛隊

#### サイタマ支部
主要人物たちの所属支部。平時は「地球防衛隊サイタマ支部宿舎」で共同生活を送っている。
炎城 烈人（えんじょう れっと） / エグゼレッド
声 - 松岡禎丞、陶山恵実里（女体化時）
本作の主人公でサイタマに住む高校2年生。クラスは2-H。7月10日生まれ。
叔父の庵野丈の勧めによりエグゼロスに加入し、思い人である幼なじみの雲母の性格を激変させたキセイ蟲を滅ぼすため戦い続けている。サイタマ支部のリーダー的存在で、優しく正義感の強い性格から仲間たちの信頼を得ているが、Hなトラブルに巻き込まれたりする不幸体質の持ち主。雲母に対しては子どものころから何度か告白を試みているが、そのたびに邪魔が入り失敗している。不運からくる要領の悪さから、雲母からは「ヘタレ」呼ばわりされている。
測定最大H値はサイタマ支部トップの123MJ（メガジュール）。多くの戦いを経た結果女王キセイ蟲を一度は追い詰めるほどの実力を身に着け、オキナワ支部の浜比嘉ミヤコから「天地無装の法」を伝授されたことでさらに磨きをかける。
H×EROSはSW（スマート・ウォッチ）型で左腕にはめている。利き腕は右だが、戦闘ではH×EROSを装着した左腕で相手を殴打する。
2019年の夏におこなわれた「第1回キャラクター総選挙」での順位は11位（723票）で、女体化した姿はさらに上の8位（1572票）。「男の根源」が18位（261票）、ビーストモードが32位（49票）、幼少期の烈人が35位（38票）、触手化烈人が37位（31票）とそれぞれランクインしている。

星乃 雲母（ほしの きらら）/ エグゼイエロー
声 - 加隈亜衣 / 演 - 似鳥沙也加
本作のメインヒロイン であり、烈人の幼なじみでクラスメート。スリーサイズはB88-W60-H82。8月2日生まれ。
小学校高学年まではややませた性格で烈人に好意的で小悪魔的だったが、キセイ蟲との邂逅によりその前後の記憶を失うとともに性格が一変。「鋼鉄の処女（アイアン・メイデン）」と呼ばれるほどの男性嫌悪症となり、男が触ったものを素手で触れないほどの超潔癖症となる。
烈人と下校中に再びキセイ蟲に襲われかけるが、烈人とともにこれを撃退し、これがエグゼロス加入のきっかけとなる。当初は参加を拒んでいたものの、烈人のエグゼロスとして戦う理由を聞いたことと、キセイ蟲に襲われている人をとっさに助けようとしたことにより、最終的に参加を決意する。以降は烈人との関係も多少改善し、烈人に限り超潔癖症はほぼ見られなくなる。
Hネルギーの貯蔵可能量が常人の数十倍を超え、小学生の時点でHネルギーを吸い取ろうとしたキセイ蟲を自壊させるほどの潜在能力を見せる。一方、このときの経験がトラウマとなり、性格が一変する要因にもなっている。のちに烈人とともに「天地無装の法」を会得する。
気が緩んだときや寝言、黒雲母に精神を乗っ取られたときなどは、烈人のことを幼少期の愛称である「れっくん」と呼ぶ。愛用の髪飾りは烈人から贈られた品であるが、本人はその事実を忘れている。
H×EROSは形状は装着位置は烈人と同じで、戦闘スタイルも同じ。最大H値はサイタマ支部第2位の100.2MJ。
第1回キャラクター総選挙での順位は1位（7520票）、幼少期の姿での順位は13位（625票）。
黒雲母（くろきらら）
雲母の幻覚にして別人格。アニメ8話から登場。トーキョー支部と対立する少し前から、雲母本人の前にのみ現れるようになる。最初にキセイ蟲に遭遇した小学生当時の姿をしており、黒のレオタードに黒いコウモリ状の羽を生やし、赤いランドセルを背負っている。
性格は幼少期の雲母そのものであり、事あるごとに烈人と雲母をくっつけようとする。自身の目的を「私とれっくんが結ばれること」と言っているが、「私」が「現在の雲母」を指すのか「黒雲母」を指すのかは明確になっていない。
第1回キャラクター総選挙での順位は14位（615票）。

桃園 百花（ももぞの ももか）/ エグゼピンク
声 - 矢作紗友里 / 演 - 篠崎こころ
烈人たちとは別の学校に通う高校3年生。クラスは3-H。スリーサイズはB77-W54-H79。陸上部の主将を務める。
関西弁を話す活発でさっぱりした性格の少女。サイタマ支部では最年長の隊員で、ほかの隊員たちの姉御的存在。
自分よりもあらゆる面で優秀な姉に対する劣等感から不良となっていたが、庵野から素質を見出されたことで、初めて姉を超えられると思いエグゼロスに参加した。
容姿は整っているが、胸が小さいことに劣等感を抱いており、さまざまな美容方法（牛乳風呂、豊胸マッサージ、美容ストレッチなど）を試しているが、努力が実を結んだことはない。それでも学校の男子たちからの人気は高いが、肝心の本人は気づいていない。烈人に惹かれているような描写がある他、Hネルギーの強さやスタイルが優れている雲母にライバル意識を抱いている節もある。
H×EROSはガーターリング（太ももにつけるシュシュ状のもの）状となっており、左太ももに装着、戦闘は蹴り技で戦う。必殺技に「乱れ牡丹」がある。H値は52MJでサイタマ支部第4位。
第1回キャラクター総選挙での順位は6位（2401票）。

白雪 舞姫（しらゆき まいひめ）/ エグゼホワイト
声 - 茅野愛衣 / 演 - 花咲来夢
早乙女女学院に通う女子高生。学年は不明。スリーサイズはB92-W62-H90。チャチャからは「ヒメメ」の愛称で呼ばれる。
おっとりとした優しい性格をしており、誰に対しても分け隔てなく接する。運動が苦手で間が抜けたドジっ娘気質の持ち主。組織内ではルンバの世話係を担うことが多い。神経過敏ゆえに性感が強い体質をしており、しびれた足を突かれただけであられもない声を上げたりする。よくルンバから隙あらば攻撃されている。明確な目的があってエグゼロスに参加したわけではなく、実力面でもほかの隊員に見劣りする。このため、自分が解雇されるかもしれないという不安を感じており、仲間たちの会話の内容を盗み聞きしてあらぬ誤解をすることもある。
H×EROSはチョーカーにして喉元に装着している。音波攻撃を得意としており、「ラマーズ砲」「ベルカント砲」「パルスエコー砲」などの長距離攻撃を駆使する。H値は40.5MJでサイタマ支部最下位。
第1回キャラクター総選挙での順位は5位（2617票）。

天空寺 宙（てんくうじ そら）/ エグゼブルー
声 - 桑原由気 / 演 - 宮本彩希
サイタマ支部最年少の女子中学生。学年は不明。スリーサイズはB86-W52-H78。チャチャからは「ソララ」の愛称で呼ばれる。9月20日生まれ。
漫画を描くことを趣味としていることから、三次元よりも二次元にエロスを感じており、自身のHネルギー供給源としている。当初は羞恥心から自分の趣味を隠していたが、雲母に認められたことで多少なりとも自信をつける。絵の特技を活かし、「XEROスーツ」のデザインを担当する。よく寝ぼけて烈人の部屋に潜り込む。また、HEROに対して熱い思いをもっており、ときどき暴走気味に熱く語りだす。
烈人の妹である緋色のクラスメートでもあるが、三次元に興味がなかった影響からほかのクラスメートの顔すらろくに覚えておらず、緋色が烈人の実妹であることに驚いたりする。ピンチを助けてもらって以降、緋色とは友人関係にある。
H×EROSはペンダント風に装着している。Hネルギーを翼状に実体化させることが可能で、単行本10巻時点で唯一飛行可能なエグゼロスである。
攻撃はレーザー状の光線で行い、「天空の閃光（ソーラー・レイ）」、「天空の月光（ルナティック・レイ）」等を操る。H値は62.5MJでサイタマ支部第3位。
第1回キャラクター総選挙での順位は2位（6717票）。

庵野 丈（あんの じょう）
声 - 三木眞一郎
サイタマ支部のHERO課課長。烈人の叔父。 科学者でもあり、H×EROSのメンテナンスやXEROスーツの開発をおこなう。奇抜な格好を好み、独特の倫理観をもつ。料理が得意。
岩津もがなが知事になった際、改正条例違反により逮捕され、サイタマ支部解散の危機を迎えるが、知事の正体が女王キセイ蟲だと判明したことで釈放された。
第1回キャラクター総選挙での順位は10位（1027票）。

チャチャ
声 - 大森日雅
キセイ蟲の女王の長女であり、王女の立場にある。アニメ5話から登場。ただし「千年に一度生まれる忌み子」として生まれた突然変異体であり、頭部の耳や毛皮などの猫的な要素をもちつつも、ほかのキセイ蟲よりも人間に近い容姿をしている。マタタビに弱いところを見ると、犬より猫に近い存在と言える。語尾に「なのだ」をつけるのが口癖。
通常のキセイ蟲が人間のHネルギーを吸収するのに対し、人間のフェロモンを増幅させHネルギーを高めるという能力を有する。基本的には体液（唾液や汗）を人間の肌に接触させることによりフェロモンを増幅させる。また、切り取られた体毛にも同様の効果がある。人間に噛み付くことにより、よりフェロモンの増幅を促すことが可能であり、噛みつかれた人間は「肉食状態（ビーストモード）」となり、理性を失い暴走する。
さまざまなものに擬態することが可能で、人間はもとより、猫（のようなもの）、洋服、ぬいぐるみ、はてはXEROスーツにも擬態可能。また、生物を取り込むことによりその肉体を乗っ取り自在に操ることも可能で、その状態で擬態することも可能である。
「忌み子」であることから母親から疎まれ幽閉されていたが、雲母と烈人の助力により自由を得る。その後は烈人たちと行動をともにし、母と対峙した際には、自分はエグゼロスであると決別を表明する。
第1回キャラクター総選挙での順位は12位（632票）。

ルンバルセーヌ三世（ルンバルセーヌさんせい） / ルンバ
声 - 岸尾だいすけ
宿舎で飼われているコモンドール犬。モップのような体毛をしている。皆からは愛称の「ルンバ」で呼ばれているが、これは「歩くだけで掃除してくれるから」という意味も含まれている。 犬としての立場を悪用して女性にセクハラを働いており、おもに世話役をしている舞姫が被害を受けている。
第1回キャラクター総選挙での順位は20位（227票）。
佐渡島 睦美（さどじま むつみ）
庵野の部下で烈人のH値の測定を担当する女性。不健全なことが嫌いで、エグゼロスも人類存亡のために必要なものと割り切った見方をしている。ビーストモードの調査も依頼されており、暴走した烈人の餌食となる。
第1回キャラクター総選挙での順位は25位（149票）。
真朱 サエ（まそお サエ）
佐渡島の同僚で、メガネをかけた天然ボケ気味の女性。こちらは女性陣のH値測定を担当する。佐渡島と同じくビースト化した烈人の餌食となる。
第1回キャラクター総選挙での順位は27位（107票）。

#### トーキョー支部
叢雨 紫子（むらさめ しこ）
声 - Lynn
褐色の肌をしたギャル風の女子高生（学年は不明）。アニメ7話から登場。その容姿と好戦的な性格から不良にみられているが、内面は充分に女性的で料理上手な一面をもち、メールの文面などは丁寧になる。。一人称は俺。
全身が性感帯となる多感症を発症しており、H×EROSを高負荷モードにすることにで症状を和らげているが、その副作用で今度は鈍感になっている。
当初はサイタマ支部を敵視にしていたが、チャチャを賭けた「XEROゲーム」でビーストモードの烈人に敗北してからは烈人への恋心を抱くようになり、Hネルギーをため合う友人「Hフレ（エフレ）」として距離を縮めようとする。アニメ8話に声のみで母親（声：くわばらあきら）が登場する。
H×EROSは右目に眼帯状に装備している。戦闘形態はとにかく喧嘩腰。
第1回キャラクター総選挙での順位は7位（2329票）。

若草 萌萎（わかくさ もえな）
声 - 高森奈津美
紫子の相棒的存在の女子高生。アニメ7話から登場。百花の友人で同じ中学校に通っていたが、トーキョーの私立学校に進学したことで引っ越していった。
自分のことを「アタヒ」と呼ぶなど、少々舌足らずなところがある。匂いに敏感でキセイ蟲の存在を感知する時は普段しているマスクを外す。
髪をツインテール状に結っており、その左側の髪留め代わりにH×EROSを装着している。戦闘形態は不明。百花のことを「ももっち」と呼ぶ。
第1回キャラクター総選挙での順位は4位（2724票）。

銀杏木 よな（いちょうぎ よな）
声 - 高田憂希
トーキョー支部の実質的なまとめ役の女性隊員。アニメ9話から登場。腰まである長髪とメガネが特徴。
真面目な性格であるが、その反動でストレスを抱え込んでいる。Hネル源は「背徳感」。
H×EROSは、髪留めのリボンに装着している模様。戦闘形態は不明。
第1回キャラクター総選挙での順位は15位（457票）。

大河 橙馬（たいが とうま）
声 - 大橋彩香
トーキョー支部唯一の男性隊員。アニメ第9話から登場。女性の見紛う容姿と気質の持ち主で、気の強い女性の同僚たちに気圧されている。
男子としては大きめの乳首を恥じており、入浴時はタオルを胸まで巻いて隠している。自分の容姿と性格へのコンプレックスから、同じ男性で活躍している烈人を「師匠」と呼び慕っている。
Hネル源は「第三者視点でのHネルギー鑑賞」と、その特殊性のためHネルギーを溜めることがむずかしい。
H×EROSはベルトになっており、そこからHネルギー弾を発射する。
第1回キャラクター総選挙での順位は16位（331票）。

#### オキナワ支部
浜比嘉 ミヤコ（はまひが ミヤコ）
オキナワ支部隊員で現役女子大生。「無装塾」唯一の後継者。
「天地無装の法」を会得しており、H×EROSを装着せずにキセイ蟲と渡り合えるだけの実力をもつ。語尾に「サ」または「サー」とつけるのが口癖。「不健全」という言葉に異常に反応し、それがオキナワ支部の隊員不足の原因のひとつとなっている。得意技は「天地無装の砲」。烈人と雲母に「天地無装の法」を伝授し、烈人からは「師匠」と呼ばれるようになる。
アンナ・マジェッロ
オキナワ支部隊員でミヤコの弟子。英語で話す日系人女性。
まだ修行中であるため、キセイ蟲を一度も倒したことがない。

### その他
伊達（だて）
声 - 白石兼斗
烈人の友人の男子高校生。フルネームは不明。短髪黒髪にメガネという出で立ち。雲母の友人で同じ小学校出身の陽香と付き合うことになる。
第1回キャラクター総選挙での順位は29位（94票）。
鳥越（とりごえ）
声 - 井上雄貴
烈人の友人の男子高校生。フルネームは不明。茶髪糸目と言う風貌。影が薄く、空気が読めない。
第1回キャラクター総選挙での順位は9位（1164票）。
朝名 夕奈（あさな ゆうな）
声 - 山田麻莉奈
雲母の友人の中では一番ませており、先輩（女性）と放課後デートを楽しんだりしている。その先輩とのデートの日、着てきた勝負下着を水泳の時間中にパン蟲に奪われるという悲劇に見舞われる。
雲母の烈人に対する気持ちの変化に気づいているふしがあり、修学旅行の肝試しの際、その点をつついて雲母をからかう。
第1回キャラクター総選挙での順位は24位（164票）。
伊藤 陽香（いとう はるか）
声 - 戸田めぐみ
ショートカットヘアーの快活そうな雲母の友人の女子高生。「部活優先」と言いつつ、同小で烈人の友人である伊達と付き合うことになる。
第1回キャラクター総選挙での順位は21位（221票）。

宵月 曙（よいつき しょう）
修学旅行前に烈人たちのクラスに編入してくる少女。腰まである黒髪を細いツインテールにまとめ上げ、若干つり目気味の瞳をしている。謎の黒いエグゼロスに酷似した容姿のため、烈人たちから関係性を疑われることとなる。
転校初日の挨拶で「エチいことが嫌い」と公言するが、スカートの後ろの裾がめくれている、体育の時間にビブスとともに体操着を脱いでしまう、立ち上がった際にスカートのホックが外れるなど、本人いわく「エチいハプニングに巻き込まれやすい」体質をしている。作中では「不幸中の最猥（アンラッキースケベ）」と称している。口癖は「ふぐぅっ（不遇っ）」。
修学旅行前は、自身と入れ替わるように黒エグゼロスが出没していたため、その関連性を疑われたが、実際は家が貧乏で修学旅行の旅費を稼ぐためバイトを掛け持ちして寝坊していたことが判明し、潔白が証明される。
修学旅行の肝試しの際、烈人からエグゼロスとキセイ蟲の存在を教えられるが、すぐには受け入れられなかった。しかし、直後にキセイ蟲との戦闘に巻き込まれたことにより納得。その後、烈人と雲母が「天地無装の法」習得の修業の手伝いをすることになる。折り鶴をバッグの中にしまい込んでいたが、これは入院中の双子の姉のために折っているものだと説明する。
修学旅行から戻った後、烈人と黒いエグゼロスとの戦闘に巻き込まれ、黒いエグゼロスの正体が姉の暁であることを知り驚愕する。その後、烈人たちとともに暁を無事救い出し、キセイ蟲のアジトとなっていた病院に乗り込むが、キョセイ蟲の人質となってしまう。その際、暁が使っていたH×EROSを手に、彼女との約束（キョセイ蟲をぶん殴る）を実行し、これを撃退する。
第1回キャラクター総選挙での順位は3位（3051票）。

保谷 千夜（ほうや ちや）
声 - 古賀葵
舞姫の幼なじみで親友。早乙女女学院のプリンス的存在で、学院内では絶大な人気を誇り、クラスメイトの一部からも「様」付けで呼ばれている。
頭脳明晰・運動神経抜群であり、クラスメイトからは舞姫と一緒にいることに不思議がられるときもある。しかし、舞姫のことを誰よりも気にかけており、周囲のそのような視線はいっさい気にしていない。
第1回キャラクター総選挙での順位は26位（111票）。
炎城 緋色（えんじょう ひいろ）
声 - 陶山恵実里
烈人の実妹。兄に対してややブラコン気味。宙とは同じクラスであり、ある意味ピンチに陥った宙を救ったことから友人関係となる。
ノックもせずに自室に入ってきた烈人に、宙のH×EROSを握った手で殴りかかった際、Hネルギーを放出し衣服が破れたことから、兄同様エグゼロスとしての資質をもっている可能性がある。
第1回キャラクター総選挙での順位は17位（315票）。
星乃 麻衣香（ほしの まいか）
雲母の実母。娘の心境をよく察する理解者。烈人の母とは仲がいい。
第1回キャラクター総選挙での順位は29位（94票）。
桃園 園花（ももぞの そのか）
百花の実姉。現役のグラビアモデル。
容姿端麗、文武両道とすべての面において百花を上回り、百花のコンプレックスの対象となっている。
第1回キャラクター総選挙での順位は33位（44票）。
宵月 暁（よいつき きょう）
曙の双子の姉。身体が思うように動かせない原因不明の病に冒され、入院と転院を繰り返している。庵野からは、後天的に体内のHネルギー生成能力が失われ肉体に変調を来す難病「後天性Hネルギー欠乏症」と診断される。
自分の入院費で家計が圧迫され曙がバイト付け生活をしていることに負い目を感じていた事と身体が動かせないもどかしさからキョセイ蟲につけ込まれ、身体を治す見返りとして唆され黒いエグゼロスとして烈人たちを襲うようになる。しかし、烈人たちの活躍と曙の説得により自分を取り戻す。その後一行がキョセイ蟲退治に向かう際には、自分が使ったH×EROSを曙に託してキョセイ蟲を撃破するきっかけを作った。解決した後は、サイタマ支部において無料での最先端治療を受るようになる。
また、曙を溺愛しており、その体質で落ち込む彼女をいつも励ましたり、重度のシスコンぶりを見せている。
みにゃりん
声 - 三宅麻理恵
アイドル歌手。アニメ第1話に登場。ハッコウ蟲の犠牲になる。

### キセイ蟲
「人間の「生命の根源」であるエロス（Hネルギー）を吸い取り、少子化を徐々に進めて人類を滅亡させ地球を乗っ取る」という地球侵略計画を遂行している宇宙人。基本的には昆虫のような容姿をしているが、侵略する星の生態系に合わせて擬態も可能であり、相当数のキセイ蟲が人類内に紛れ込んでいる。女王キセイ蟲いわく、キセイ蟲には雌型しか存在しない。
女王キセイ蟲 / 岩津もがな
声 - 井上喜久子
キセイ蟲の首領。彼女を倒さない限り、キセイ蟲を滅ぼすことはできない。チャチャの実母であるが、突然変異体であるチャチャを娘とは見ていない。
「すべてのキセイ蟲を意のままに操れる」という特殊能力をもつため、部下のキセイ蟲は反抗することができない。烈人と雲母の合体攻撃にも耐えうる強靭な生命力をもっているが、力を使いすぎると体が縮む欠点がある。
のちに「岩津もがな」という人間に擬態してサイタマの知事となり、とある条例を改正することで庵野を逮捕し、サイタマ支部解散の危機を演出する。烈人たちとの直接対決後、Hネルギーを使いすぎたため休息状態にあったが、キョセイ蟲に操られた黒いエグゼロスがサイタマ支部を襲撃した際に目覚める。キョセイ蟲が倒れたあとは、「烈人と雲母がつがいとなり、定期的にHネルギーをキセイ蟲に提供する」という条件で休戦を申し入れる。
第1回キャラクター総選挙での順位は19位（244票）。
ハッコウ蟲
声 - 伊藤静
第1話に登場。カマキリ型のキセイ蟲。卑猥なものを謎の光によってキセイする。烈人に撃退されてからは、女王キセイ蟲からもらった新たな肉体で巨大化するが、烈人と雲母の合体攻撃の前に敗北。
第1回キャラクター総選挙での順位は36位（32票）。
キセイ蟲X
声 - 柚木涼香
第1話の雲母の回想に登場。蚊型のキセイ蟲。雲母のHネルギーを吸い取ろうとするが、吸い取りきれずに爆死する。
名称はアニメ第1話のクレジットより。
タラン蟲
声 - 今井麻美
アニメ第2話に登場。クモ型のキセイ蟲でミニスカートの丈を長くしようとするが、烈人の一撃で撃沈する。ジコ蟲の妹である。
ジコ蟲
声 - 名塚佳織
第2話に登場。ハチ型のキセイ蟲でタラン蟲の姉。雲母に告白して失恋した男子生徒を襲い、恋愛できなくしようとする。それをかばおうとした雲母のHネルギーを吸い取ろうとするが、烈人の一撃を喰らい撃沈。
第1回キャラクター総選挙での順位は49位（7票）。
大型キセイ蟲（正式名称不明）
小型のビルほどの巨躯をもつキセイ蟲。アニメ第2話に登場。偶然にも、烈人に風呂場を覗かれ怒り心頭の雲母の前に、あっけなく成敗される。
パン蟲
声 - 久野美咲
第3・第4話に登場。蝶の姿をした、「連続勝負下着盗難事件」の犯人。小型で、人の成人の1/3から半分くらいの大きさしかない。3匹が登場。うち1匹が夕奈の勝負下着を盗む。百花と烈人により退治される。
第1回キャラクター総選挙での順位は52位（6票）。
ショク蟲
声 - 中原麻衣
第6話に登場。触れた人間を自分の触手にすることが可能で、この能力で全人類を総触手化することを企てる。烈人を触手化することに成功するが、舞姫の「ラマーズ砲」の前に沈む。
第1回キャラクター総選挙での順位は41位（15票）。
シミ蟲
声 - 川澄綾子
第7話に登場。多数のクモ型キセイ蟲を従え本屋を襲撃するが、宙の「ソーラー・レイ」により消滅。
第1回キャラクター総選挙での順位は55位（3票）。
ギタイ蟲
声 - 豊口めぐみ
第7・第8話に登場。クモ型キセイ蟲を囮とし、雲母をさらう。雲母を人質に烈人を追い詰めるが、安全と思っていた雲母の強烈な一撃により、キセイ蟲の巣とともに撃退される。
第1回キャラクター総選挙での順位は46位（9票）。
ケイカイ蟲
声 - 田村ゆかり
第8話に登場。アニメ版での名称は「モブ蟲」。ギタイ蟲の命令により監禁された雲母の見張りを担当する。見張り中に雲母の嘘に翻弄され気絶させられる。その後ミハリ蟲と談話している最中に烈人達エグゼロスに遭遇し、宙の蹴りを食らい爆死する。
第1回キャラクター総選挙での順位は49位（7票）。
アニメ公式サイトでのイメージイラストがミハリ蟲と入れ替わってしまっている。
ミハリ蟲
声 - 洲崎綾
第8話に登場。気絶から復活したケイカイ蟲とともに談話しているところ、烈人達エグゼロスに遭遇し舞姫のラマーズ砲と宙のソーラー・レイを同時に食らいあっさりと討伐される。アニメでは通りかかった烈斗の攻撃によって断末魔の声を上げながら消滅した。
第1回キャラクター総選挙での順位は40位（16票）。
アニメ公式サイトでのイメージイラストがケイカイ蟲と入れ替わってしまっている。
カイコ蟲
声 - 植田佳奈
第13話に登場。カイコガのような姿をしており、人間を幼児退行させることが可能。雲母に一撃で屠られるが、雲母を一時的に幼児退行化させることに成功する。
第1回キャラクター総選挙での順位は43位（13票）。
ゲンム蟲
声 - 渡辺明乃
第14・第15話に登場。人々に良い夢を見させることにより過眠状態にさせる催眠音声を操る。渦巻メガネをかけている。トーキョー支部の紫子と萌萎により駆除されかけるが起死回生の反撃を試みる。結局は、雲母と百花により倒される。
第1回キャラクター総選挙での順位は49位（7票）。
キョタイ蟲
第18話に登場。ほかのキセイ蟲とは違い、直接破壊工作をおこなう。一度は宙に敗れるが、その日の夜に執念で反撃に出る。しかし、新型XEROスーツに身を包んだ宙に再度敗北する。
第1回キャラクター総選挙での順位は46位（9票）。
アマノジャ蟲
声 - 能登麻美子
第20話に登場。カップルの思考と行動を入れ替えることにより、破局に追い込む能力をもつ。新型XEROスーツを使用した百花により爆散。
第1回キャラクター総選挙での順位は52位（6票）。
カンシ蟲
声 - 本田貴子
週刊ヤングジャンプ出張版番外編に登場。コミックス第12巻に同梱されたアニメBlu-rayでの名称は「ショウキャク蟲」。コンビニに成人向け雑誌が陳列されていることに逆上し、コンビニごと焼却したが、駆け付けた雲母により吹き飛ばされる。
第1回キャラクター総選挙での順位は55位（3票）。
サイミン蟲
声 - 田中理恵
週刊ヤングジャンプ出張版番外編に登場。自身の作った催眠装置で、人間の羞恥心と常識を消し去ることができる。烈人達の通う高校で催眠の実験を行っていたが、それに巻き込まれ怒り心頭に発する烈人によって退治され、霧散する。
第1回キャラクター総選挙での順位は52位（6票）。
ナマ蟲
声 - 下屋則子
第21話に登場。ナマコ型の小型キセイ蟲（テッポウナマコ）を従え、肌金海岸（はだかねかいがん）を襲撃、現地の観光業に打撃を与える。橙馬のHネルギー弾の前に消滅。
第1回キャラクター総選挙での順位は39位（17票）で、テッポウナマコが22位（220票）と敗れている。
ハニトラ蟲
少年ジャンプ+特別番外編に登場。Hネルギーの鎮静作用のある「ケンジャの花」を用いて烈人達を苦しめるが、Hネルギーを高める「アドレナの花の蜜」を浴びた烈人と雲母により吹き飛ばされる。
第1回キャラクター総選挙での順位は42位（14票）。
ニョタイカ蟲
声 - 生天目仁美
第25話に登場。針で刺した雄の「男らしさ（男の根源）」を、オコジョの姿に変えて分離させ、徐々に女体化させるという能力をもつ。この能力で、烈人を困らせた。
第1回キャラクター総選挙での順位は45位（10票）。
リア蟲
声 - 浅川悠
第26話に登場。祭会場に花火を打ち込もうとするも、新型XEROスーツを身にまとった雲母にふっ飛ばされ、自らが花火となる。
第1回キャラクター総選挙での順位は48位（8票）。
ウミウシ型キセイ蟲（正式名称不明）
第34話に登場。野生化したキセイ蟲。攻撃を受けても分裂して攻撃をしてくる。烈人、雲母および曙を取り込みHネルギーを吸い取ろうとするも、ミヤコにより昇天させられる。
第一回キャラクター総選挙時未登場のため、未エントリー。
ヘビ型キセイ蟲（正式名称不明）
第35話及び第36話に登場。通称「ヌシ」。野生化したキセイ蟲で、巨大なマムシ状の姿をしており、口から粘液を吐く。この粘液を浴びると、動けなくなると同時にHネルギーを吸い取られる。烈人により胴体を真っ二つにされるが驚異の生命力で烈人のスキを狙うも、ミヤコの「天地無装の砲」により滅せられる。
キョセイ蟲
第30話から第41話まで登場。暁の入院する病院に師長として侵入、暁を黒いエグゼロスとし、自分の手駒と化す。
「生物のフェロモンを自在に生成できる」能力を有しており、これによりあらゆる生物を自在に操ることができる。その能力を使い、Hネルギー欠乏症の暁の身体からHネルギーを無理矢理精製させる薬を作り出し、一時的に暁の身体を動かせるようにしていた。キョセイ蟲の作り出した薬を飲むと、高い戦闘力を発揮してしまう。
烈人と雲母に追い詰められた際、一番安全と思われた曙を人質にするが、暁が使っていたH×EROSを右拳に握り込んた曙の右ストレートで倒される。
カゲロウ型キセイ蟲（正式名称不明）
第43話に登場。ビルの屋上にて、すでに深手を負った状態で、紫子の追撃により上半身を消し飛ばされる。
モザイク蟲
月刊少年マガジン出張番外編に登場。性行為に及んだカップルを互いにエロい目で見えなくする能力をもつ。噂を確かめるために訪れた烈人と雲母のパンチによって腹部に風穴を開けられ爆死する。
キンバク蟲
声 - 花澤香菜
単行本12巻同梱Blu-rayに登場。庵野をさらう。
キセイ蟲以外
快楽生成獣 ラヴ・クラフター
第28話に登場。キセイ蟲が開発した生物兵器。Hネルギーを吸収することにより巨大化を繰り返す。女王キセイ蟲でも制御不能であるため封印されていたが、対エグゼロス戦にて使用。百花、舞姫、宙のHネルギーを吸収し巨大化するも、ビーストモード化した3人のHネルギーを吸収しきれず暴発する。
第1回キャラクター総選挙での順位は34位（40票）。
黒いエグゼロス
漆黒の禍々しいHネルギーをまとった、キョセイ蟲に仕え烈人たちH×EROSを狙うエグゼロス。第28話より登場。
おもにメイドの格好をしており、その容姿は曙に酷似している。ツインテールの根本に、折り鶴をつけている。
また、左耳にイヤリング状にH×EROSを装着しているが、これは失われたトーキョー支部のH×EROSと考えられている。
キョセイ蟲の身体から生み出したフェロモンを生成する薬で与えられた戦闘力で戦う。実力は高く、百花、舞姫、宙の3人を手玉に取るほど。
その正体は、曙の姉である暁。最後は、曙の説得で正気に戻った隙に、雲母がH×EROSを外したことで、解放された。

## 書誌情報
- きただりょうま 『ド級編隊エグゼロス』 集英社〈ジャンプ・コミックス〉、全12巻
  1. 2017年9月9日発行（9月4日発売[15]）、ISBN 978-4-08-881247-2
  2. 2017年12月9日発行（12月4日発売[16]）、ISBN 978-4-08-881296-0
  3. 2018年3月7日発行（3月2日発売[17]）、ISBN 978-4-08-881366-0
  4. 2018年7月9日発行（7月4日発売[18]）、ISBN 978-4-08-881519-0
  5. 2018年11月7日発行（11月2日発売[19]）、ISBN 978-4-08-881631-9
  6. 2019年3月9日発行（3月4日発売[20]）、ISBN 978-4-08-881774-3
  7. 2019年7月9日発行（7月4日発売[21]）、ISBN 978-4-08-881893-1
  8. 2019年11月6日発行（11月1日発売[22]）、ISBN 978-4-08-882112-2
    - 特装版 同日発売[23]、ISBN 978-4-08-882156-6

  9. 2020年3月9日発行（3月4日発売[24]）、ISBN 978-4-08-882234-1
  10. 2020年7月8日発行（7月3日発売[25]）、ISBN 978-4-08-882358-4
  11. 2020年11月9日発行（11月4日発売[26]）、ISBN 978-4-08-882480-2
    - アニメBD同梱版 同日発売[27]、ISBN 978-4-08-908393-2

  12. 2021年3月9日発行（3月4日発売[28]）、ISBN 978-4-08-882588-5
    - アニメBD同梱版 同日発売[29]、ISBN 978-4-08-908394-9

## テレビアニメ
2020年7月から9月までTOKYO MXほかにて放送された。ナレーションは小山力也。
テレビ放送と配信の通常版とdアニメストアで配信された一部規制解除のHネルギー解放版とBD・DVDに収録された制解除されたHネルギー限界突破verがある。
プロモーションとして、テレビアニメ放送に合わせた連動グラビア企画『エグゼロスガール』がジャンプスクエア・週刊プレイボーイ両誌上およびアニメ公式サイト上にて展開される。

### スタッフ
- 原作 - きただりょうま[33]
- 監督・シリーズ構成 - 神保昌登[33]
- キャラクターデザイン - 山本亮友[33]
- プロップデザイン - 山本月穂（第2・3話）[33]、廣冨麻由（第4話以降）
- 服装デザイン - 廣冨麻由（第2・3話）[33]、山本月穂（第4話以降）
- キセイ蟲デザイン - 渡辺奏[33]
- 美術監督 - 益田健太[33]
- 美術設定 - 平良亜似子[33]、小木斉之、中島美佳
- CGディレクター - 濱村敏郎[33]
- 色彩設計 - 鈴木ようこ[33]
- 撮影監督 - 葉山大輝[33]
- 編集 - 近藤勇二[33]
- 音響監督 - 土屋雅紀[33]
- 音響制作 - スタジオマウス[33]
- 音楽 - 吟[33]
- 音楽プロデューサー - 山内真治
- 音楽制作 - アニプレックス
- チーフプロデューサー - 三宅将典、稗田晋（第2 - 4話）→藤尾明史（第5話以降）
- プロデューサー - 神宮司学、倉島真由実
- プロデュース - 里見哲朗
- アニメーションプロデューサー - 糀谷智司
- アニメーション制作 - project No.9[33]
- 製作 - ド級編隊エグゼロス製作委員会

### 主題歌
「Wake Up H×ERO! feat.炎城烈人」
BURNOUT SYNDROMESがプロデュースする「HXEROS SYNDROMES」によるオープニングテーマ。フィーチャリングアーティストとして炎城烈人（松岡禎丞）が参加する。作詞・作曲は熊谷和海、編曲は熊谷と井上薫。
「Lost emotion」
星乃雲母（加隈亜衣）によるエンディングテーマ。作詞・作曲・編曲は吟。

### 各話リスト
| 話数    | サブタイトル           | 脚本            | 絵コンテ       | 演出           | 作画監督                                                                                 | 総作画監督                        | 初放送日      |
| ------- | ---------------------- | --------------- | -------------- | -------------- | ---------------------------------------------------------------------------------------- | --------------------------------- | ------------- |
| 第01話  | 光満ちるこのセカイで   | 神保昌登        | 神保昌登       | 神保昌登       | 廣冨麻由 斉藤和也 清水勝祐 中島美子 STUDIO MASSKET                                       | 山本亮友                          | 2020年 7月4日 |
| 第02話  | 結成、エグゼロス       | 神保昌登        | ほりうちゆうや | ほりうちゆうや | 重松しんいち 早乙女啓 清水勝祐 宮澤努 中島美子                                           | 宮澤努                            | 7月11日       |
| 第03話  | バタフライエフェクト   | 神保昌登        | 新谷研人       | 丸山由太       | 南伸一郎 今里佳子 PN.海塚敏 廣冨麻由 早乙女啓 宮暁秀 櫻井拓郎 森出剛                     | 古川博之                          | 7月18日       |
| 第04話  | 白雪姫と宙の色         | 神保昌登        | 今井正一       | 今井正一       | 桜井木ノ実 李良鵬 飯村真一                                                               | 宮澤努                            | 7月25日       |
| 第05話  | エグゼロス・ライジング | 神保昌登        | 平田貴大       | 平田貴大       | 清水勝祐 幡野雄亮 早乙女啓 櫻井拓郎 大木賢一 STUDIO MASSKET                              | 山本亮友                          | 8月1日        |
| 第06話  | 新たな同居人(?)        | 神保昌登        | 高村雄太       | 高村雄太       | 宮暁秀 今里佳子 中島美子 宮澤努 早乙女啓 4tune STUDIO MASSKET                            | 宮澤努 山本亮友                   | 8月8日        |
| 第07話  | XEROゲーム             | 神保昌登        | たかぎひろあき | たかぎひろあき | たかぎひろあき たかはしなぎさ 宇佐美翔平 櫻井拓郎 柳瀬譲二 廣冨麻由                      | 古川博之                          | 8月15日       |
| 第7.5話 | エグゼロス・レポート   | 神保昌登 杉澤悟 | -              | -              | -                                                                                        | -                                 | 8月22日       |
| 第08話  | Hナジー☆モンスター     | 杉澤悟          | 今井正一       | 今井正一       | 桜井木ノ実 花輪美幸 南伸一郎 奥野浩行                                                    | 山本亮友 宮澤努                   | 8月29日       |
| 第09話  | 肌金海岸海開き         | 神保昌登        | 平田貴大       | 平田貴大       | たかはしなぎさ 大木賢一 宇佐美翔平 櫻井拓郎 廣冨麻由 清水勝祐                            | 小林明美                          | 9月5日        |
| 第10話  | 二人の雲母             | 神保昌登        | 新谷研人       | 神原敏明       | たかはしなぎさ 幡野雄亮 宇佐美翔平 中島美子 今里佳子 早乙女啓 STUDIO MASSKET             | 山本亮友 古川博之 小林明美        | 9月12日       |
| 第11話  | バイバイ、エグゼロス   | 神保昌登        | 渡部高志       | 丸山由太       | 桜井木ノ実 花輪美幸 奥野浩行 Tang Yuan Jie Chen Liang STUDIO MASSKET                     | 宮澤努 古川博之                   | 9月19日       |
| 第12話  | 決戦！エグゼロス       | 神保昌登        | アベユーイチ   | アベユーイチ   | 宇佐美翔平 清水勝祐 今里佳子 中島美子 櫻井拓郎 早乙女啓 廣冨麻由 大木賢一 STUDIO MASSKET | 山本亮友 古川博之 小林明美 宮澤努 | 9月26日       |

### 放送局
| 放送期間               | 放送時間                     | 放送局       | 対象地域   | 備考                                 |
| ---------------------- | ---------------------------- | ------------ | ---------- | ------------------------------------ |
| 2020年7月4日 - 9月26日 | 土曜 0:00 - 0:30（金曜深夜） | TOKYO MX     | 東京都     | 製作参加                             |
|                        |                              | BS11         | 日本全域   | 製作参加 / BS放送 / 『ANIME+』枠     |
|                        |                              | とちぎテレビ | 栃木県     |                                      |
|                        |                              | 群馬テレビ   | 群馬県     |                                      |
|                        |                              | AT-X         | 日本全域   | 製作参加 / CS放送 / リピート放送あり |
| 2020年7月5日 - 9月27日 | 日曜 3:38 - 4:08（土曜深夜） | 毎日放送     | 近畿広域圏 | 『アニメシャワー』第4部              |
| 2020年7月7日 - 9月29日 | 火曜 3:05 - 3:35（月曜深夜） | テレビ愛知   | 愛知県     |                                      |

| 配信開始日                                             | 配信時間                                                                | 配信サイト |
| ------------------------------------------------------ | ----------------------------------------------------------------------- | --- |
| 2020年7月4日（通常盤） 2020年7月9日（Hネルギー解放版） | 土曜 0:00（金曜深夜） 更新（通常盤） 木曜 12:00 更新（Hネルギー解放版） | dアニメストア dアニメストア ニコニコ支店 dアニメストア for Prime Video                                                                                       |
| 2020年7月6日                                           | 月曜 12:00 更新                                                         | ニコニコチャンネル GYAO! U-NEXT アニメ放題 バンダイチャンネル J:COMオンデマンド TELASA FOD ひかりTV Amazonプライム・ビデオ ビデオマーケット DMM.com music.jp |
|                                                        | 月曜 12:00 - 12:30                                                      | ABEMA |
|                                                        | 月曜 22:30 - 23:00                                                      | ニコニコ生放送 |

### CD
| 発売日        | タイトル                               | 規格品番   |
| ------------- | -------------------------------------- | ---------- |
| 2020年8月19日 | Lost emotion／ 星乃雲母（CV:加隈亜衣） | SVWC-70490 |

### BD / DVD
各巻の完全生産限定版特典として、山本亮友描き下ろし三方背ケース、キャラクターソング（特典CD）、特性ブックレットがそれぞれ同梱されている。
| 巻 | 発売日         | 収録話          | 規格品番      | 規格品番      | 特典                                                                                             | 特典                                                                            |
| 巻 | 発売日         | 収録話          | BD限定版      | DVD限定版     | CD                                                                                               | 映像                                                                            |
| -- | -------------- | --------------- | ------------- | ------------- | ------------------------------------------------------------------------------------------------ | ------------------------------------------------------------------------------- |
| 1  | 2020年9月16日  | 第1話 - 第2話   | ANZX-13121/2  | ANZB-13121/2  | 星乃雲母（CV:加隈亜衣）キャラクターソング「とびっきり☆キラリ」 ミニサウンドトラックVol.1         | - ノンクレジットオープニング - ノンクレジットエンディング - WEB予告（#01〜#03） |
| 2  | 2020年10月28日 | 第3話 - 第4話   | ANZX-13123/4  | ANZB-13123/4  | 桃園百花（CV:矢作紗友里）キャラクターソング「あげたろっか♡」 ミニサウンドトラックVol.2           | WEB予告（#04〜#05）                                                             |
| 3  | 2020年11月25日 | 第5話 - 第6話   | ANZX-13125/6  | ANZB-13125/6  | 白雪舞姫（CV:茅野愛衣）キャラクターソング「おはようからおやすみまで」 ミニサウンドトラックVol.3  | WEB予告（#06〜#07）                                                             |
| 4  | 2020年12月23日 | 第7話 - 第8話   | ANZX-13127/8  | ANZB-13127/8  | 天空寺 宙（CV:桑原由気）キャラクターソング「キミはハンモック」 ミニサウンドトラックVol.4         | - 第7.5話「エグゼロスレポート」 - WEB予告（#08〜#09）                           |
| 5  | 2021年1月27日  | 第9話 - 第10話  | ANZX-13129/30 | ANZB-13129/30 | 叢雨紫子（CV:Lynn）キャラクターソング「トーキョー・バーニングプレイ!」 ミニサウンドトラックVol.5 | WEB予告（#09〜#10）                                                             |
| 6  | 2021年3月24日  | 第11話 - 第12話 | ANZX-13131/2  | ANZB-13131/2  | 若草萌萎（CV:高森奈津美）キャラクターソング「Green Green Friend」 ミニサウンドトラックVol.6      | WEB予告（#12）                                                                  |

### Webラジオ
星乃雲母役の加隈亜衣によるWebラジオ『-NEWS- ド級編隊エグゼロス』が音泉にて2020年7月3日から10月16日まで毎週金曜0時（木曜深夜）に配信された。